# Северо-Сибирская железнодорожная магистраль
Северо-Сибирская железнодорожная магистраль, Севсиб — планируемая стратегическая железная дорога длиной около 2 тысяч километров, которая должна соединить железнодорожную сеть Ханты-Мансийского автономного округа — Югры с Байкало-Амурской магистралью.
Проект Сибгипротранса от 1983 года предусматривает 5 вариантов маршрута.
Согласно варианту № 2, маршрут проходит через Киров — Красновишерск — Серов — Ивдель  — Приобье — Сургут — Нижневартовск — Белый Яр (Томская обл.) — Лесосибирск — Карабула — Усть-Илимск, — откуда есть выход к Байкало-Амурской магистрали.
Вариант № 5 почти полностью повторяет один из вариантов Великого Северного железнодорожного пути: Ухта — Троицко-Печорск — (дорога Ивдель — Приобье) — Сургут — Нижневартовск — Белый Яр — Лесосибирск — Карабула — Усть-Илимск.

## История проекта
В 1996 году была разработана и представлена на рассмотрение Правительства РФ «Федеральная программа освоения Нижнего Приангарья в Красноярском крае». В состав программы входило несколько подпрограмм развития, включая и создание транспортной инфраструктуры, предполагающее строительство Северо-Сибирской магистрали. Однако в разработанном в 2006 году инвестиционном проекте «Комплексное развитие Нижнего Приангарья» строительство магистрали не предполагалось.
В 2003 году Минтранс России разработал транспортную стратегию России до 2025 года. ИЭОПП СО РАН привлекли к экономическому обоснованию этой стратегии. Институт высказался в пользу строительства Северо-Сибирской железной дороги. При этом приводились следующие доводы:
- дорога открыла бы выход на запад БАМу и создала условия для хозяйственного освоения не только Нижнего Приангарья и других северо-сибирских территорий, но и огромной зоны БАМа, включая южную Якутию;
- возможно резкое возрастание в западном направлении потока угля Кузбасса и Канско-Ачинского топливно-энергетического комплекса, с которым не справится Транссиб;
- целесообразно превратить Транссиб в скоростную магистраль по обслуживанию пассажиропотоков и контейнерного межконтинентального транзита и перенести на новую северную магистраль значительную часть грузопотока.

Институт указывал, что отказ от строительства дороги приведёт к снижению среднегодовых темпов прироста ВВП России на 0,2-0,4 процента, что заметно превосходит прямые затраты на строительство.
В результате о строительстве дороги было сказано в закрытой части Стратегии, то есть её возможное строительство оправдывалось военно-стратегическими доводами.
Проект дороги был включён в Стратегию железнодорожного транспорта до 2030 года (в её максимальный вариант), но в сильно урезанном виде: от Усть-Илимска только до Нижневартовска. Предполагается также построить тупиковую ветку от Сургута до Ханты-Мансийска.
Недостатком проекта является закрытость магистрали в западном направлении. Все мультипликативные эффекты Северо-Сибирской магистрали в полном объёме проявятся только в составе единой магистрали, включающей в себя также Баренцкомур и БАМ. Наиболее вероятная предполагаемая точка стыковки Баренцкомура и СевСиба — Ивдель (Полуночное).
Проектирование Северо-Сибирской железной дороги должно было начаться в 2016 году, однако достоверных сведений об этом нет.

## Планы строительства
Общая стоимость проекта оценивается в 6—12 миллиардов долларов США. Каждый километр дороги обойдётся в 3—5 миллионов долларов.
В администрации Томской области поначалу рассчитывали построить дорогу за 5 лет — с 2010 до 2015 года. Губернатор Красноярского края Александр Хлопонин в сентябре 2007 года называл строительство СевСиба решённым делом, поскольку Владимир Путин дал поручение по разработке этого проекта.
Дорога пройдёт по следующим субъектам РФ:
- Ханты-Мансийский автономный округ — Югра,
- Томская область,
- Красноярский край,
- Иркутская область.

В августе 2007 года Росжелдор одобрил проект строительства СевСиба. РЖД планирует подать совместную с администрациями регионов заявку в инвестиционный фонд РФ по реализации проекта строительства СевСиба.
В октябре 2007 года администрация Красноярского края заявила, что приступает к строительству первого участка СевСиба — соединительной ветви Карабула—Ярки. Стоимость дороги длиной 44 километра и моста через Ангару составит 5,1 миллиарда рублей.
В рамках утверждённой постановлением Правительства Российской Федерации от 20 мая 2008 года федеральной целевой программы «Развитие транспортной системы России на 2010—2015 годы» предусмотрено финансирование проектных работ по строительству Северо-Сибирской магистрали в объёме 14,7 млрд рублей.

## Связь с сетью железных дорог России
Предполагается, что Севсиб будет иметь пять линий, связывающих его с сетью железных дорог России:
- (Тюмень) Войновка — Сургут — Нижневартовск;
- Тайга — Томск — Белый Яр;
- Ачинск — Лесосибирск;
- Решоты — Карабула;
- Хребтовая — Усть-Илимск.